# Marie Svatošová

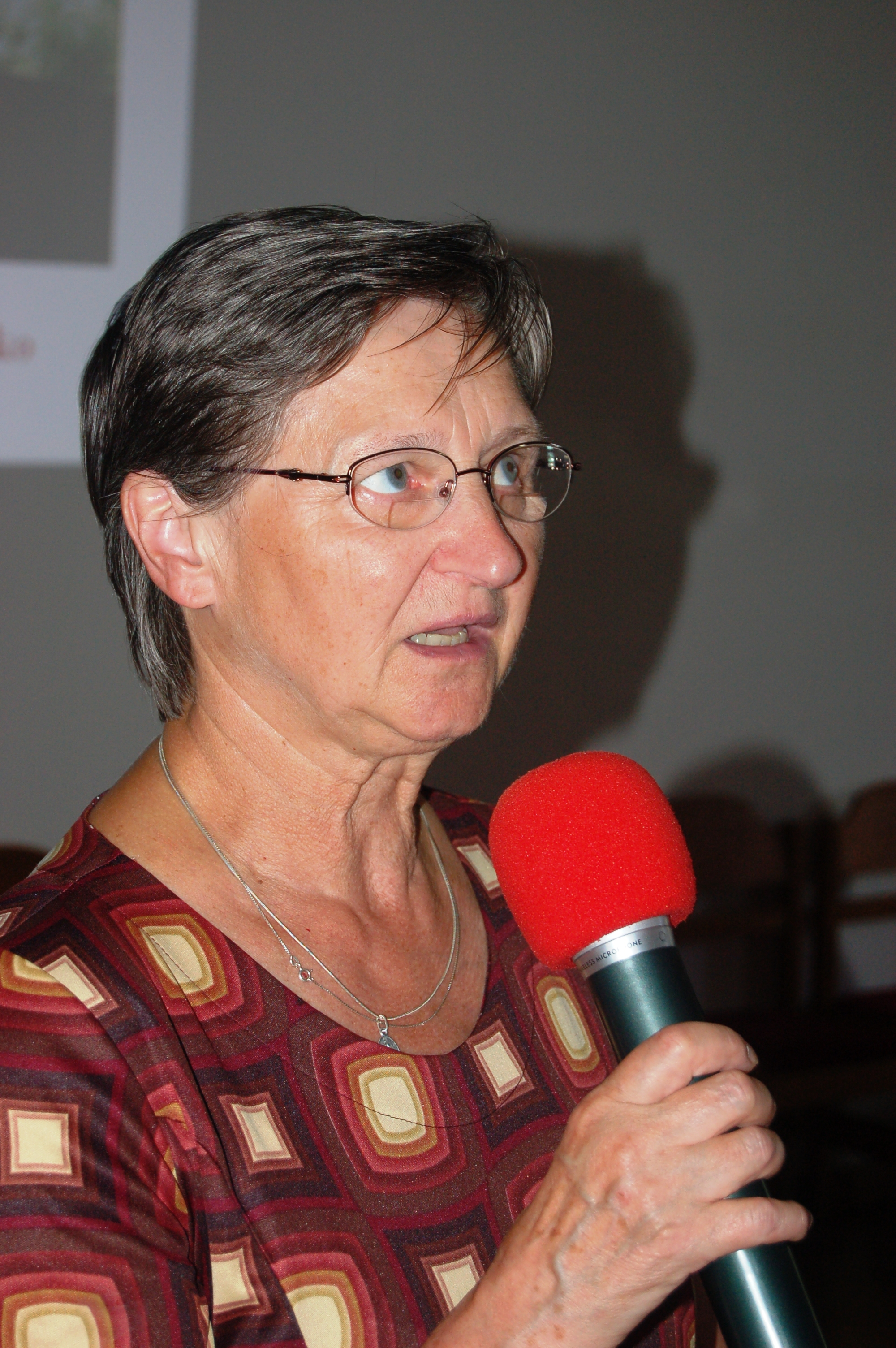
Marie Svatošová (2007)

Marie Svatošová, rozená Maršíková, (* 20. listopadu 1942 Hlavňov) je česká praktická lékařka, spisovatelka a publicistka. Po sametové revoluci se stala zakladatelkou a vůdčí osobností českého hospicového hnutí. V roce 1993 založila občanské sdružení Ecce homo – Sdružení pro podporu domácí péče a hospiců. Roku 1995 stála u zprovoznění prvního českého hospice v Červeném Kostelci. Působila jako prezidentka Asociace poskytovatelů hospicové paliativní péče.
Čeští prezidenti Václav Havel a Miloš Zeman ji v letech 2002 a 2015 ocenili Medailí Za zásluhy o stát. V roce 2020 byla pasována na Rytířku českého lékařského stavu.

## Životopis
Narodila se roku 1942 v sudetském Hlavňově u Police nad Metují do rodiny učitele. Po střední zdravotnické škole byla nejdříve odmítnuta ke studiu lékařství z kádrových důvodů. Po roční službě zdravotní sestry na hradecké neurochirurgii se stala posluchačkou Lékařské fakulty v Hradci Králové Univerzity Karlovy, jíž absolvovala v roce 1968. Lékařskou praxi zahájila na interním oddělení v Semilech. Po třech letech měla přejít do pražské vysočanské nemocnice. Nastoupila však na pozici závodní lékařky v letňanské strojírenské firmě Avia. Jednu dekádu strávila také jako podbabská lékařka Dopravního podniku Praha.
Na sklonku komunistického režimu se v samizdatovém periodiku Salus dočetla o hospicovém hnutí. V prosinci 1989, během sametové revoluce, opustila místo obvodní lékařky na OÚNZ Prahy 6. Začala pracovat v centrále Katolické charity, kde se stala iniciátorkou domácí péče. V roce 1993 založila občanské sdružení Ecce homo – Sdružení pro podporu domácí péče a hospicového hnutí. Klíčový dnem se stal 8. prosinec 1995, kdy byl zprovozněn první český hospic v Červeném Kostelci. Do roku 2021 pak vzniklo dalších sedmnáct lůžkových hospiců poskytujících paliativní péči umírajícím a nevyléčitelně
nemocným. Vyjma Vysočiny se nacházejí ve všech českých krajích.. Je aktivní odpůrkyní legalizace eutanazie.

## Ocenění
- 2002 – Medaile Za zásluhy III. stupně, z rukou prezidenta Václava Havla[2]
- 2008 – Svatováclavská medaile, udělena v Senátu Parlamentu ČR[3]
- 2015 – Medaile Za zásluhy I. stupně, z rukou prezidenta Miloše Zemana[2][4]
- 2016 – Čestné občanství města Police nad Metují[5]
- 2017 – Dáma české kultury, z rukou ministra kultury Daniela Hermana v rámci 11. ročníku festivalu Mene Tekel[6]
- 2020 – Rytířka českého lékařského stavu[1]

## Dílo
- Hospice a umění doprovázet, Ecce homo, 1995, 1999, 2003, ISBN 80-902049-4-5
- Hospice slovem a obrazem (spoluautorka), Ecce homo, 1998, ISBN 80-902049-1-0
- Hospic Anežky České se představuje, Ecce homo, 1998, ISBN 80-902049-3-7
- Náhody a náhodičky s Marií Svatošovou, Karmelitánské nakladatelství, Kostelní Vydří, 2004
- Až k prolití krve (vzpomínka na pátera Ladislava Kubíčka), Karmelitánské nakladatelství, Kostelní Vydří, 2005, ISBN 80-7192-806-2
- O naději s Marií Svatošovou, Karmelitánské nakladatelství, Kostelní Vydří, 2006, ISBN 80-7192-833-X
- Přitahuji (ed.), (výběr z exercicií Ladislava Kubíčka), Karmelitánské nakladatelství, Kostelní Vydří, 2007
- Hospice a umění doprovázet, Karmelitánské nakladatelství, 2008, 2011, ISBN 978-80-7195-580-1
- Kmotra na e-mailu (spol. Marie Svatošová, Jana Maršíková), Karmelitánské nakladatelství, 2010, ISBN 978-80-7195-507-8
- Víme si rady s duchovními potřebami nemocných?, Grada, 2012, ISBN 978-80-247-4107-9
- Normální je věřit, Karmelitánské nakladatelství, 2009, ISBN 978-80-7195-360-9
- Neboj se vrátit domů, rozhovor s Alešem Palánem, Kalich, 2018, ISBN 978-80-7017-249-0